# Burykhia
Burykhia hunti
Genre
Espèce
Burykhia est un genre éteint d'animaux marins, découvert sur les bords de la mer Blanche en Russie et provisoirement classé dans le sous-embranchement des tuniciers.
La seule espèce rattachée au genre est Burykhia hunti.

## Datation
Les fossiles de Burykhia hunti sont présents dans des sédiments datés d'environ 555 Ma (millions d'années) dans la partie terminale de la période géologique de l'Édiacarien, qui est datée entre 635 et 540 Ma.

## Description
Ce fossile présente la forme d'un sac montrant des lignes de perforations qui font penser au pharynx des tuniciers. Burykhia se rapproche ainsi de deux autres organismes de l'Édiacarien : Ausia et Yarnemia. Ces trois genres considérés comme des ancêtres possibles des tuniciers, vivant au moins 35 Ma avant les premiers tuniciers certifiés à ce jour qui datent du Cambrien inférieur de Chine,,.
Burykhia ne semble pas avoir vécu en colonies.